# Gozu-Tennō

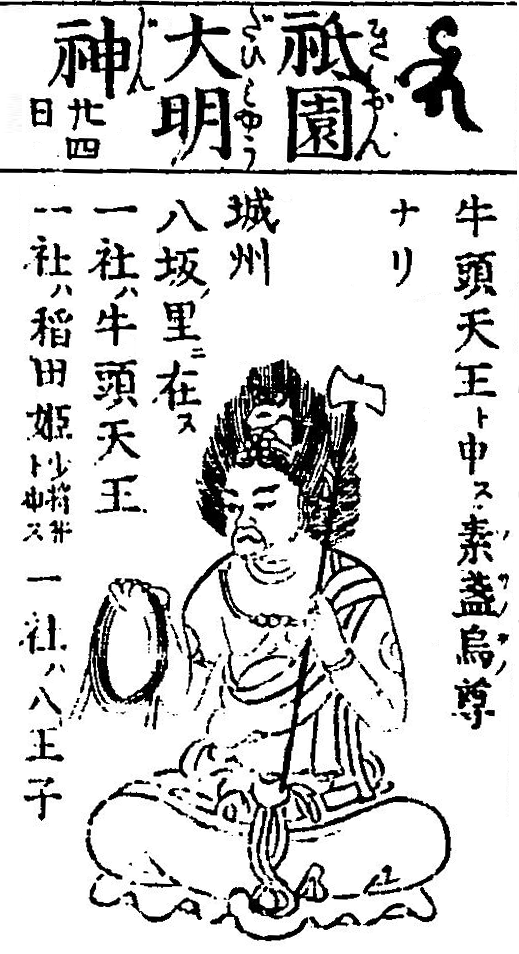
Gion Daimyōjin bzw. Gozu-Tennō (aus: Butsuzō zu'i, 1783)

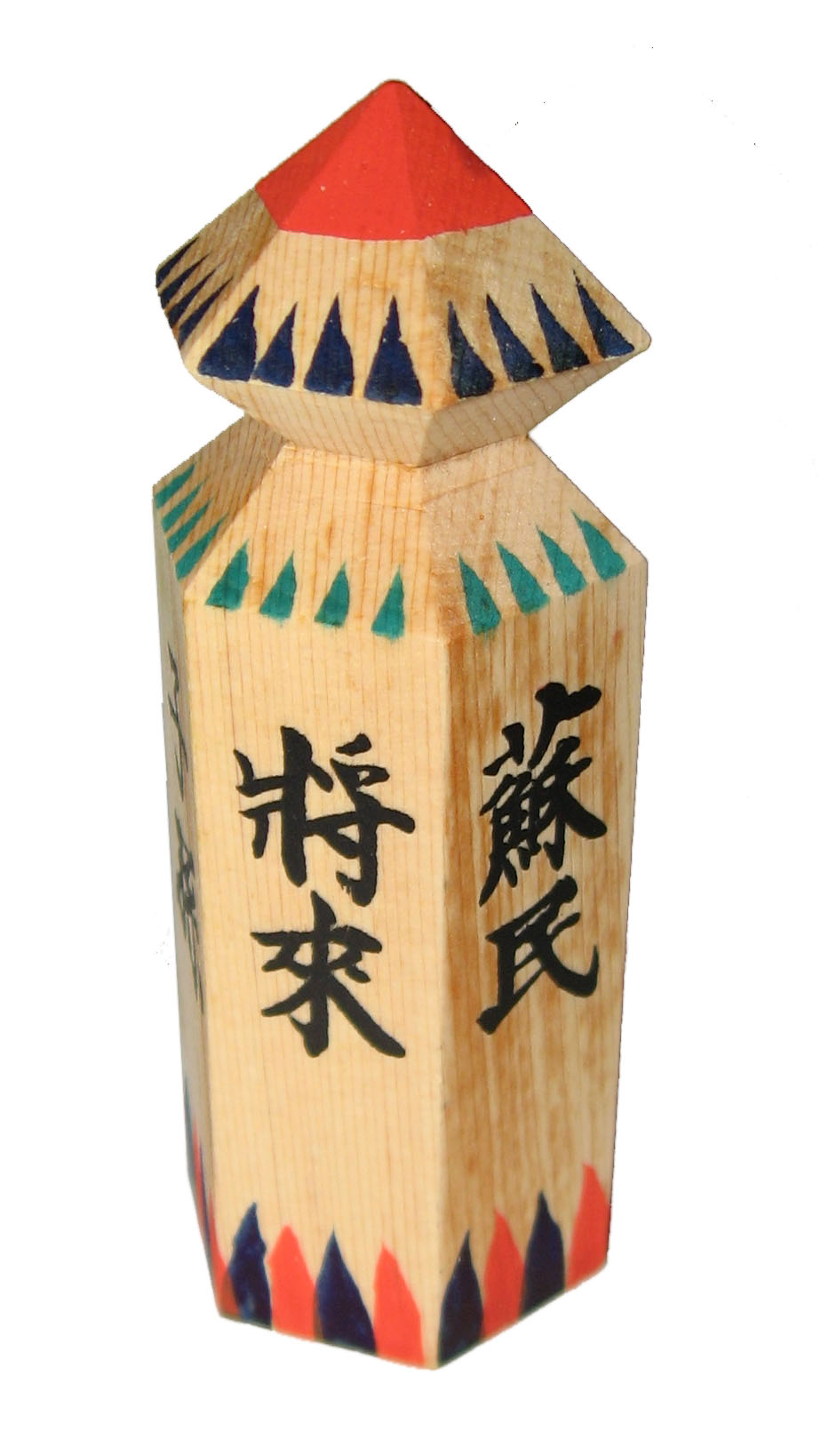
Somin Shōrai-Talisman des Gion-Schreins in Kōbe

Gozu-Tennō (japanisch 牛頭天王 ‚Rindsköpfiger Himmelskönig‘), auch Gion-Tenjin (祇園天神), ist eine japanische Gottheit mit eklektischem Hintergrund (siehe Shinbutsu-Shūgō), die im Yasaka-Schrein (vormals Gion-Schrein) in Kyōto und anderen Schreinen wie dem Tsushima-Schrein (Präfektur Aichi), zahlreichen Yakumo-, Susanoo- und Tennō-Schreinen verehrt wird.
Im indischen Buddhismus beschützte diese Gottheit unter dem Namen Gosirsa Devaraja einst das berühmte Kloster Jetavana  (祇園精舎 Gion shōja). In China mischte man Elemente des Daoismus, der Yin und Yang Konzepte sowie des esoterischen Buddhismus (Vajrayana) ein.
In Japan erfuhr dieses Bild weitere Einflüsse durch die esoterische Kosmologie (Onmyōdō). Überdies kam es in den volkstümlichen Somin-Shōrai Legenden zur Gleichsetzung mit der Gottheit Mutō (武塔神 Mutōshin / Mutō-no-kami) und damit zur Einbindung in den Vorstellungkomplex der Entstehung und Abwehr epidemischer Krankheiten. Eine Reihe von „Ochsenkopf“-Bergen und -Inseln in Korea nähren die Vermutung, dass auch koreanische Vorstellungen Eingang fanden. Nicht weniger eklektisch war die Gleichsetzung mit der Shintō-Gottheit Susanoo bzw. dem „Medizin-Buddha“ (Bhaisajyaguru, jap. Yakushi nyorai).
Seit dem 9. Jahrhundert feierte man in Kyōto während des siebten Monats das Gion Goryō-e (祇園御霊会), ein Fest, bei dem es zunächst um die Besänftigung der Seelen unzeitig und daher potentiell rachsüchtiger Verstorbener, später aber mehr und mehr um die Abwehr epidemischer Krankheiten ging. Hierbei wandelte sich  Gozu-Tennō vom Bringer der Epidemien zur Schutzgottheit vor diesen. Damit eng verbunden sind die Vorstellungen von Gozu-Tennō als Gottheit der Gerechtigkeit und Wahrheit. Mit der Ausbreitung der Gion-Feste nahm er gelegentlich lokale Züge als regionale Schutzgottheit (鎮守神 chinju no kami) an.
Im Umfeld des Kults entstanden Amulette wie das „Schatzsiegel des Rindskönigs“ (牛王宝印 Goōhōin) und der Soｍin Shōrai-Talisman (蘇民将来護符 Somin Shōrai gofu).
Seine Frau ist Harisaijo (頗梨采女, auch Harisainyo genannt).